# Karen Mdinaradze
Karen Mdinaradze er et overlevet gidsel fra terrorangrebet i Beslan hvor en skole i den sydrussiske republik Nordossetien blev angrebet af tjetjenske og islamistiske terrorister den 1. september 2004. Mindst 334 civile blev dræbt under angrebet, herunder 186 børn.
Angrebet foregik på skoleårets første dag – en traditionel festdag i Rusland – og Mdinaradze, som var kameramand for det lokale fodboldhold, var blevet hyret for at optage festlighederne. Under den tre dage lange gidselaffære overlevede han en massehenrettelse af omkring 20 mandlige gidsler og senere en eksplosion da en af de kvindelige selvmordsterrorister med bombebælte pludselige sprang i luften – sandsynligvis efter at hun havde været fjerndetoneret af lederen af terroristgruppen. Mdinaradze mistede et øje i eksplosionen. Under den blodig afslutningen på terrorangrebet reddede Mdinaradze en ung dreng.